# Сокіл-крихітка африканський
Сокіл-крихітка африканський (Polihierax semitorquatus) — вид хижих птахів родини соколових (Falconidae).

## Поширення
Його ареал розірваний на дві частини. У Східній Африці цей вид трапляється на півдні Ефіопії, Сомалі, Кенії, Уганді, а також у північно-східній, північній і центральній частині Танзанії. У Південній Африці ареал його поширення — від південної частини Анголи, Намібії, південно-західної частини Ботсвани і на півночі ПАР. Населяє напівпосушливі райони з невеликою рослинністю та ізольованими деревами.

## Опис
Це невеликий птах, завдовжки близько 20 см. Нижня частина тіла і голова білі, а верхня сіра. У самиць коричнева спина. Хвіст і махове пір'я смугасті чорно-білі. Політ низький і хвилястий. За розміром, малюнком і звичкою сидіти вертикально на відкритій гілці або верхівці дерева цей вид нагадує деяких сорокопудів.

## Спосіб життя
Харчується комахами, дрібними плазунами та ссавцями, іноді дрібними птахами, спійманими в польоті. У Східній Африці вид живе в гніздах ткачика алекто білоголового (Dinemellia dinemelli), навіть якщо гнізда все ще використовуються. На півдні Африки живе разом з магалі-снувальником (Philetairus socius). Хоча це хижий птах, він не нападає на своїх господарів.

## Підвиди
Таксон включає два підвиди:
- Polihierax semitorquatus castanonotus (Heuglin, 1860) — Східна Африка
- Polihierax semitorquatus semitorquatus (A. Smith, 1836) — Південна Африка